# Arkovna Ridge
Arkovna Ridge (englisch; bulgarisch хребет Арковна chrebet Arkowna) ist ein schmaler, felsiger, 45 km langer, 5,7 km breiter und im Ishirkov Crag 1300 m hoher Gebirgskamm in den Aristotle Mountains an der Oskar-II.-Küste des Grahamlands auf der Antarktischen Halbinsel. Er erstreckt sich von den Ausläufern des Madrid Dome in südwestlicher Richtung bis zum Delusion Point. Der Crane-Gletscher liegt nordwestlich und nördlich, der Spillane-Fjord nordöstlich sowie die Sexaginta Prista Bay, der Mapple-Gletscher und das Kopfende des Melville-Gletschers südlich von ihm.
Britische Wissenschaftler kartierten ihn 1976. Die bulgarische Kommission für Antarktische Geographische Namen benannte ihn 2013 nach der Ortschaft Arkowna im Nordosten Bulgariens.